# Don Donaldson
 Don Donaldson (ca. 1920 - na 1959) was een Amerikaanse jazzpianist en arrangeur.

## Biografie
Donaldson speelde begin jaren veertig als pianist bij Sidney Bechet & His New Orleans Feetwarmers en werkte mee aan opnamen van de band voor Victor Records en V-Disc. In deze tijd was hij ook actief als arrangeur en werkte onder anderen met Louis Prima und Fats Waller, voor wie hij een arrangement van Gershwins I Got Rhythm schreef en als leider van diens studio-bigband fungeerde. In 1959 werkte hij nog met jazzzangeres Debby Moore (My Kind of Blues).